# 関西大学初等部・中等部・高等部
関西大学初等部・中等部・高等部（かんさいだいがくしょとうぶ・ちゅうとうぶ・こうとうぶ）は、大阪府高槻市に所在し、施設一体型小中高一貫教育を提供する私立小学校・中学校・高等学校。

## 概要
2010年（平成22年）4月に、「関西大学高槻ミューズキャンパス」に設立された。同一キャンパス内に併設している利点を生かし、初等部・中等部・高等部の間で連携して継続的なカリキュラムを組み、12年間の一貫教育を実施する。
初等部・中等部間、中等部・高等部間、高等部・関西大学間での内部進学制度も用意されており、多くの在学生がこれを利用する。但し、本人の意思次第で他大学への進学も可能である。
関西大学高等部には安全科学科を設置し、普通教科のほか総合防災・安全に関する専門科目を開講した。安全に関する科目は自然災害、事故、国際問題、医療、心理、福祉、企業の危機管理など多分野にわたり、生徒たちは安全について総合的に学んだ。「安全」を総合的に学ぶ高等学校専門学科は、日本初である。
ただし2016年度から、関西大学高等部は、安全科学科の生徒の募集を停止した。そして、新たに全日制課程普通科として生徒の募集となった。
関西大学高等部は、文科省指定のスーパーグローバルハイスクール(SGH)として認定され、課外フィールドワークや卒業研究を課すなど特徴的なカリキュラムとなっている。また、希望に応じて短期留学プログラムや交換留学プログラムに参加することができ、国際感覚を身につける取り組みに関して積極的である。授業は電子黒板やホワイトボードを用いて行われ、時には生徒もiPad等の電子機器使用し、授業に参加する。2023年4月7日現在では高等部が始まって以来、14期生までが在学している。
なお、関西大学初等部は学校法人関西大学としては初の小学校で、同校の設立をもって関関同立の全学校法人が小学校を設置したこととなった。
また、同じ高槻ミューズキャンパスには、関西大学社会安全学部がある。
また、同じ大阪府高槻市には、関西大学総合情報学部（大阪府高槻市霊仙寺町2-1-1）がある。

## 交通アクセス
所在地：大阪府高槻市白梅町7番1号
- 高槻駅 北東へ約500m。徒歩7分
- 高槻市駅 北へ約500m。徒歩7分。

## 著名な出身者
- 本田太一（フィギュアスケート）
- 本田真凜（フィギュアスケート）
- 本田望結（フィギュアスケート）
- 本田紗来（フィギュアスケート）
- 宮原知子（フィギュアスケート）
- 伊藤海 (レスリング選手)
- 中村一葉（LE SSERAFIM）
- 星沢ありさ（宝塚歌劇団）